# Melicope trichantha
Melicope trichantha är en vinruteväxtart som först beskrevs av Carl Karl Adolf Georg Lauterbach, och fick sitt nu gällande namn av Thomas Gordon Hartley. Melicope trichantha ingår i släktet Melicope och familjen vinruteväxter. Inga underarter finns listade i Catalogue of Life.